# 彼得那戰役 (前148年)
彼得那戰役，發生在前148年，是羅馬共和國與重新復國的馬其頓王國之間於第四次馬其頓戰爭中的決定性戰役。羅馬軍隊由副執政官昆圖斯·凱基利烏斯·梅特盧斯率領，與帶領馬其頓復國的安德里斯庫斯之軍隊於馬其頓邊界的彼得那城附近交戰，這場戰役結果決定了第四次馬其頓戰爭的結局，此戰也消滅戰爭中馬其頓軍事和政治的剩餘力量。
這場戰爭起因假冒安提科王室的安德里斯庫斯發動的復國運動，他擊敗羅馬屬國的馬其頓共和邦聯並自立為王。之後安德里斯庫斯還擊敗前來討伐他的羅馬軍隊，並對希臘本土的色薩利地區發動入侵。羅馬元老院連忙派遣昆圖斯·凱基利烏斯·梅特盧斯率領另一支軍隊來阻止安德里斯庫，羅馬主將梅特盧斯選擇用海陸兩路攻勢來威脅馬其頓，迫使馬其頓採取守勢戰術並於邊境的彼得那城附近設防。雙方於彼得那周遭地區展開會戰，起初馬其頓軍在騎兵衝突獲得優勢，但在戰術失誤下被羅馬軍徹底擊敗。
這場戰役決定了戰爭的結局，戰敗的安德里斯庫斯被迫逃離馬其頓，他於色雷斯試圖重建軍隊，但再度戰敗被擒處死。馬其頓之後被羅馬納入直接管轄，成為羅馬的一個行省。

## 背景
安德里斯庫斯他可能是出身伊奧利亞的漂洗工，他宣稱自己是馬其頓國王珀爾修斯之子。他靠著色雷斯王公的幫助下開始入侵馬其頓，但一開始不太成功，但他後來在斯特魯馬河附近擊敗羅馬傀儡國馬其頓共和邦聯的軍隊，獲得巨大的戰果，一舉拿下馬其頓王位並重建了馬其頓王國。隨後他繼續朝色薩利地區入侵，並在戰場上擊敗羅馬副執政官普布利烏斯·尤文圖斯·塔爾納率領羅馬的大軍，獲得空前的勝利。然而，他無法繼續往希臘本土進軍，因希臘的亞該亞同盟和色薩利同盟仍與羅馬人站在一起反對他。另一方面，此時與羅馬人進行第三次布匿戰爭的迦太基共和國也與安德里斯庫斯同盟，一同對付羅馬。
不得不認真對附安德里斯庫斯的羅馬人，連忙派遣昆圖斯·凱基利烏斯·梅特盧斯用兩支羅馬軍團組建一支新的軍隊，派往希臘對付馬其頓人。梅特盧斯並不打算走之前羅馬將領從伊庇魯斯入侵馬其頓的路線，他轉往色薩利地區沿著海岸線從南向北，在帕加馬阿塔羅斯二世的艦隊的支援下入侵馬其頓。缺乏艦隊的安德里斯庫斯沒有辦法，只能退出色薩利回守馬其頓邊境，他採取守勢防衛馬其頓沿海地區，在邊境重鎮彼得那城附近進行重點設防，雙方在此地展開會戰。

## 雙方軍隊

### 羅馬軍
儘管之前塔爾納的羅馬軍遭受大敗，為了不再重蹈失敗的覆測，羅馬元老院仍克服相關困難重新建立了這支軍隊，並給它配滿兩支軍團的編額，因此梅特盧斯的這支軍團加上從屬部隊，數量約至20,000人。這支軍隊很可能還是依據羅馬共和國波利比烏斯時期（Polybian）的作戰戰術，以「三線對列」方式佈陣，由羅馬青年兵於第一列，羅馬壯年兵於第二列，羅馬後備兵為第三列，整個戰線前沿還有輕裝散兵的少年兵為屏障，羅馬騎兵和盟國騎兵則佈署在兩翼。

### 馬其頓軍
關於第四次馬其頓戰爭時期馬其頓軍隊的資料相當稀少，不清楚馬其頓軍的陣列和作戰方式。因為安德里斯庫斯起兵之初軍隊主要依靠色雷斯的部隊，他們通常為中裝或輕裝部隊，但因為入主馬其頓後安德里斯庫斯大幅在馬其頓擴軍，馬其頓部隊又以重裝馬其頓方陣著名，是故不清楚安德里斯庫斯的軍隊主體是哪種架構組成，甚至不清楚他的軍隊是否使用馬其頓薩里沙長矛方陣，還是色雷斯人使用普通的方陣作戰。此外，安德里斯庫斯還有一支強大的騎兵團。總兵力上對於馬其頓全軍人數不清楚，但數量上應該跟羅馬軍隊相差不遠，這樣雙方才有足夠的勝率意願進行野戰，且過程中安德里斯庫斯還有足夠信心分一半部隊進行戰術操作。

## 戰鬥
史料中對於這場戰鬥的細節描述的很簡略，但提到雙方一開始進行騎兵交戰，馬其頓騎兵成功擊敗了羅馬的騎兵。羅馬軍主將梅特盧斯擔心馬其頓騎兵的威脅，下令讓步兵退出，暫時讓全軍撤退。安德里斯庫斯眼看敵軍撤退信心大增，他下令分兵一半，一部分直接進軍色薩利方向，可能是要威脅羅馬軍後方或是要切斷羅馬軍補給，另一方自己率領另一半留在原地監視敵軍行動。
梅特盧斯得知敵人分兵的消息，認為這是敵人的大失誤，他趁機用全軍的力量先進攻分兵一半的馬其頓軍，徹底擊敗他們，再轉頭對付來援不及的安德里斯庫斯另一半馬其頓軍，再一次獲得勝利，成功讓安德里斯庫斯徹底失敗兵敗逃回馬其頓.。因為在某個時間點，其他史料提到一位馬其頓將領特勒斯底（Telestes）率領一部分騎兵叛變到梅特盧斯陣營，這搞得國王大怒，對特勒斯底的家人進行報復。若這件事是發生於這場戰役期間，很可能是在馬其頓叛將特勒斯底的幫助下，梅特盧斯才發覺敵人兵分兩路的資訊，並抓住這次戰機。因為馬其頓騎兵主要都是富人階級所組成，而這些階級主要都傾向親羅馬立場，且厭惡安德里斯庫斯親平民的態度，很可能這讓身為馬其頓騎兵指揮官的特勒斯底倒戈，並決定了這場戰役結果。

## 戰後
這場戰役結果對安德里斯庫斯來說是場災難，他不僅失去他的軍隊主力，也失去馬其頓人對他信心和支持度。很快地馬其頓都全境淪陷，安德里斯庫斯逃往色雷斯，並在那裡匆忙地重建軍隊，然而羅馬梅特盧斯追擊迅速，趁著安德里斯庫斯尚未準備好就再一次擊破他。安德里斯库斯只得投靠色雷斯一位小首領拜瑟（Byzes），梅特盧斯卻成功勸告拜瑟成為羅馬的盟友，國王最終被出賣成為階下囚，結束這場戰爭。
第四次馬其頓戰爭後馬其頓被設立為馬其頓行省，梅特盧斯被任命為行省第一任總督。之後他協助平定希臘的亞該亞戰爭，在安穩馬其頓和希臘事務後，梅特盧斯在前146年以勝利者的姿態返回羅馬，他被授予榮名（agnomen）「馬其頓征服者」（Macedonicus）。羅馬人還為梅特盧斯舉辦凱旋式，凱旋式中安德里斯庫斯被以戰俘的身份參加遊街，飽受羞辱，隨後他就被處死。

## 腳註
1. ↑  狄奧, XXI.71
2. ↑  李維, Periochae 50.1
3. ↑  Chisholm 1911.
4. 1 2  Morgan 1969，第424-425頁.
5. 1 2  Morgan 1969，第426頁.
6. 1 2  Niese 1903，第334頁.
7. ↑  西西里的狄奧多羅斯, 32.15
8. ↑  Morgan 1969，第423頁.
9. ↑  狄奧, XXI.71
10. ↑  狄奧, Book XXI.71
11. ↑  Burton 2017，第187頁.
12. ↑  Sekunda 1995, p.80
13. ↑  Morgan 1969，第426-427頁.
14. ↑  Morgan 1969，第427頁.
15. ↑  Morgan 1969，第428-430頁.
16. ↑  李維, Periochae 52.7

### 古代文獻
- 西西里的狄奧多羅斯, 《希臘史綱》, Book 32
- 李維, 《自建城以來》, Book XLV （页面存档备份，存于） and Periochae 46-50 （页面存档备份，存于）
- 卡西烏斯·狄奧, 《Roman History》, Book 21

### 現在文獻
- Morgan, M. Gwyn. . Historia: Zeitschrift für Alte Geschichte. 1969, 18 (4): 422–446. JSTOR 4435094 （英语）.
- Iain Spence, Historical Dictionaries of War, Revolution, and Civil Unrest. Scarecrow Press, 2002
- Peter Green, Alexander to Actium: The Historical Evolution of the Hellenistic Age. A Centennial Book. Hellenistic culture and society (Volume 1). University of California Press, 1993. 447
- Sekunda, Nicholas Viktor (1995), "Seleucid and Ptolemaic Reformed Armies 168-145 BC (2) The Ptolemaic Army"
- Sekunda, Nicholas Viktor. . Roisman, Joseph; Worthington, Ian  (编). . Oxford, Chichester, & Malden: Wiley-Blackwell. 2010: 446–471. ISBN 978-1-4051-7936-2.
- 奈西, 貝內迪克特. . Gotha F.A. Perthes. 1903 （德语）.
- 本条目包含来自公有领域出版物的文本: Chisholm, Hugh (编). .  1 (第11版). London: Cambridge University Press: 975. 1911.